# Varna (obchtina)
Pour les articles homonymes, voir Varna.
La commune de Varna (bulgare : Община Варна) est située dans le nord-est de la Bulgarie, au bord de la Mer Noire.

## Géographie
La commune de Varna est située dans le nord-est de la Bulgarie. Son chef-lieu est la ville de Varna et elle fait partie de la région de même nom.
| 1926   | 1934   | 1946   | 1956    | 1965    | 1975    | 1985    | 1992    | 2001    |
| ------ | ------ | ------ | ------- | ------- | ------- | ------- | ------- | ------- |
| 65 595 | 75 243 | 82 309 | 125 616 | 186 591 | 257 254 | 308 646 | 314 178 | 320 668 |

| 2011    | 2021    | 2022    | - | - | - | - | - | - |
| ------- | ------- | ------- | - | - | - | - | - | - |
| 334 781 | 332 686 | 319 900 | - | - | - | - | - | - |

,,

## Administration

### Structure administrative
La commune compte 6 lieux habités :
| - ville de Varna - village de Kaménar - village de Kazachko | - village de Konstantinovo - village de Topoli - village Zvézditsa |

## Galerie

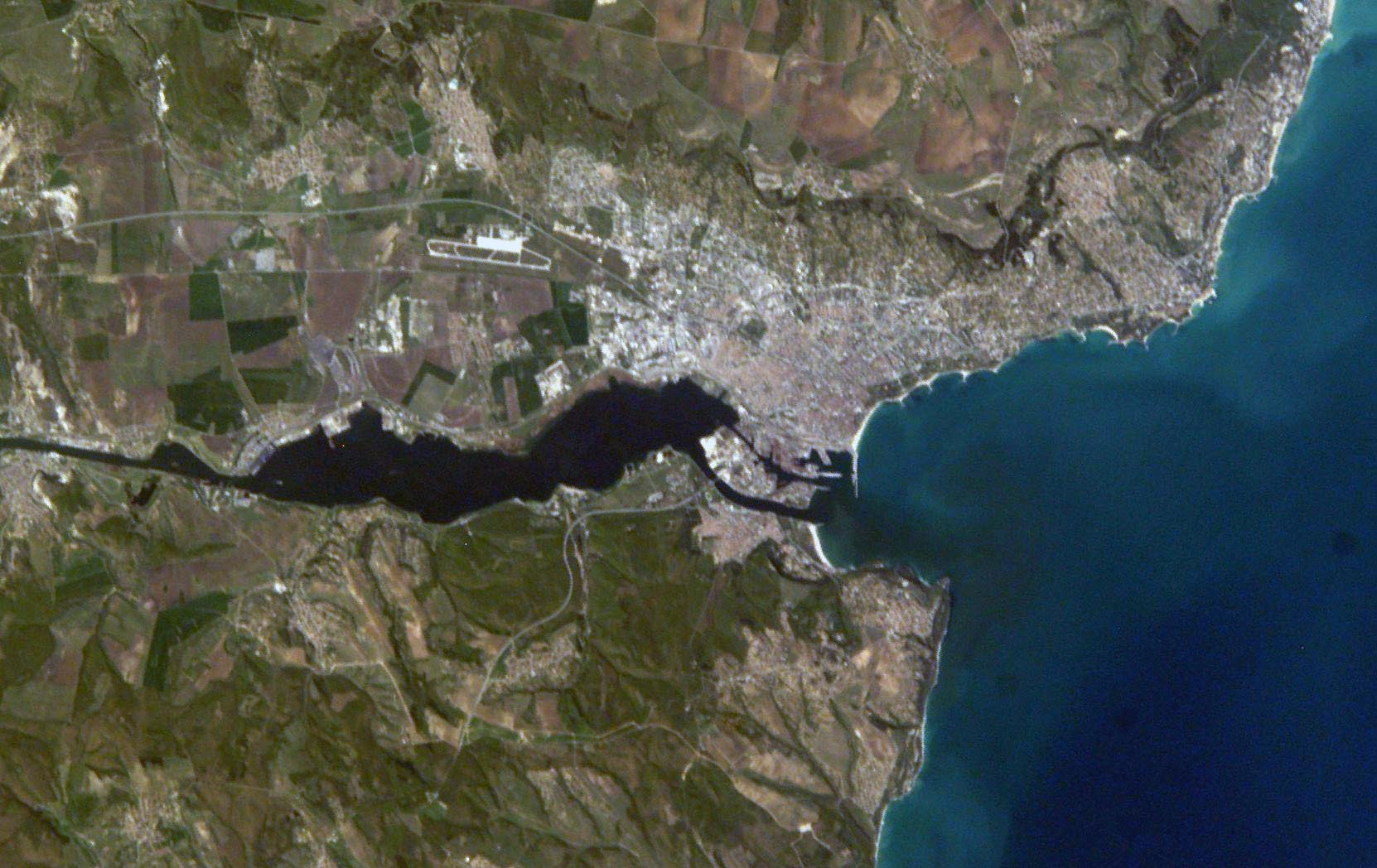
La commune de Varna vue du ciel
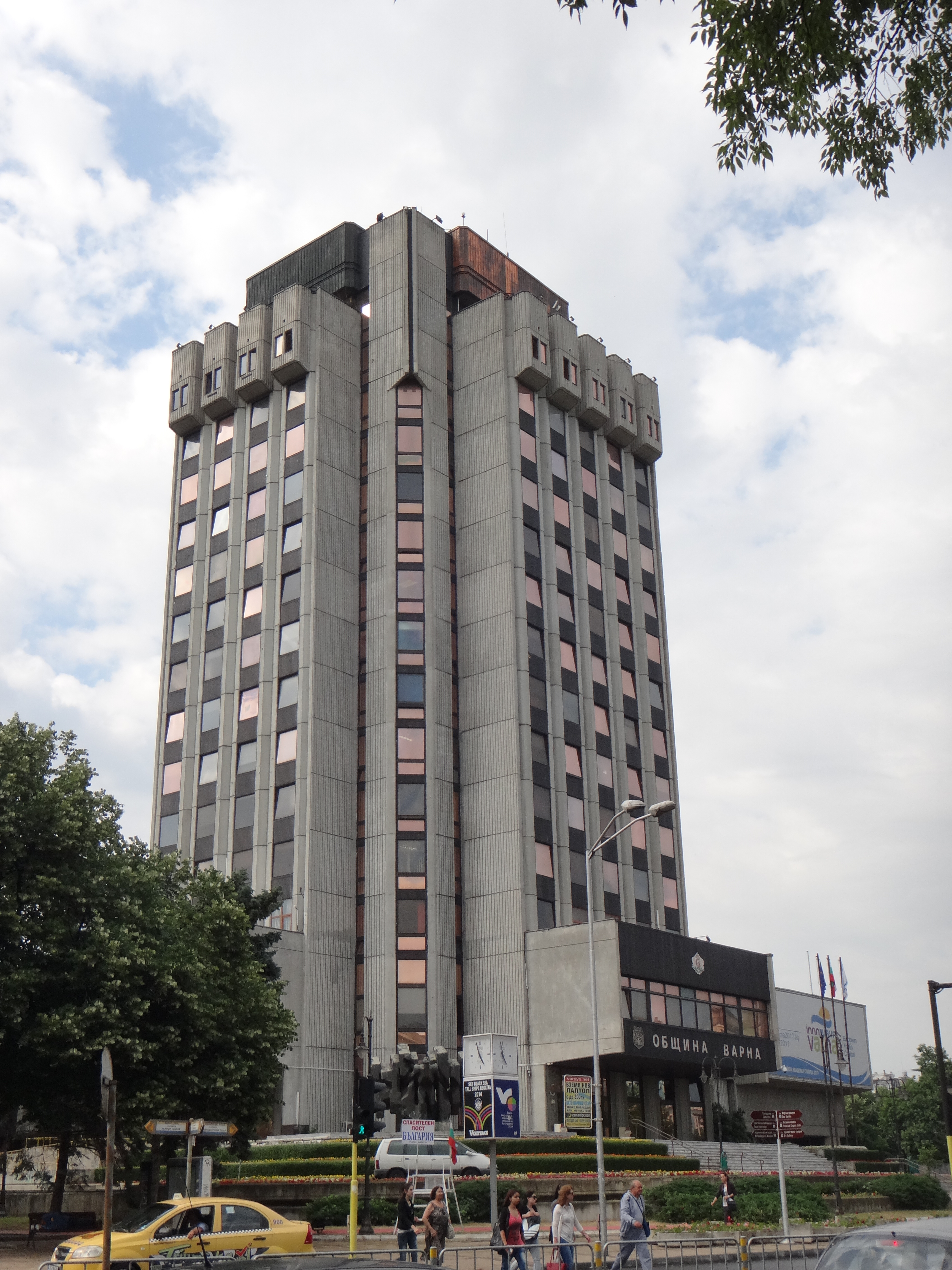
Varna : L'hôtel de ville
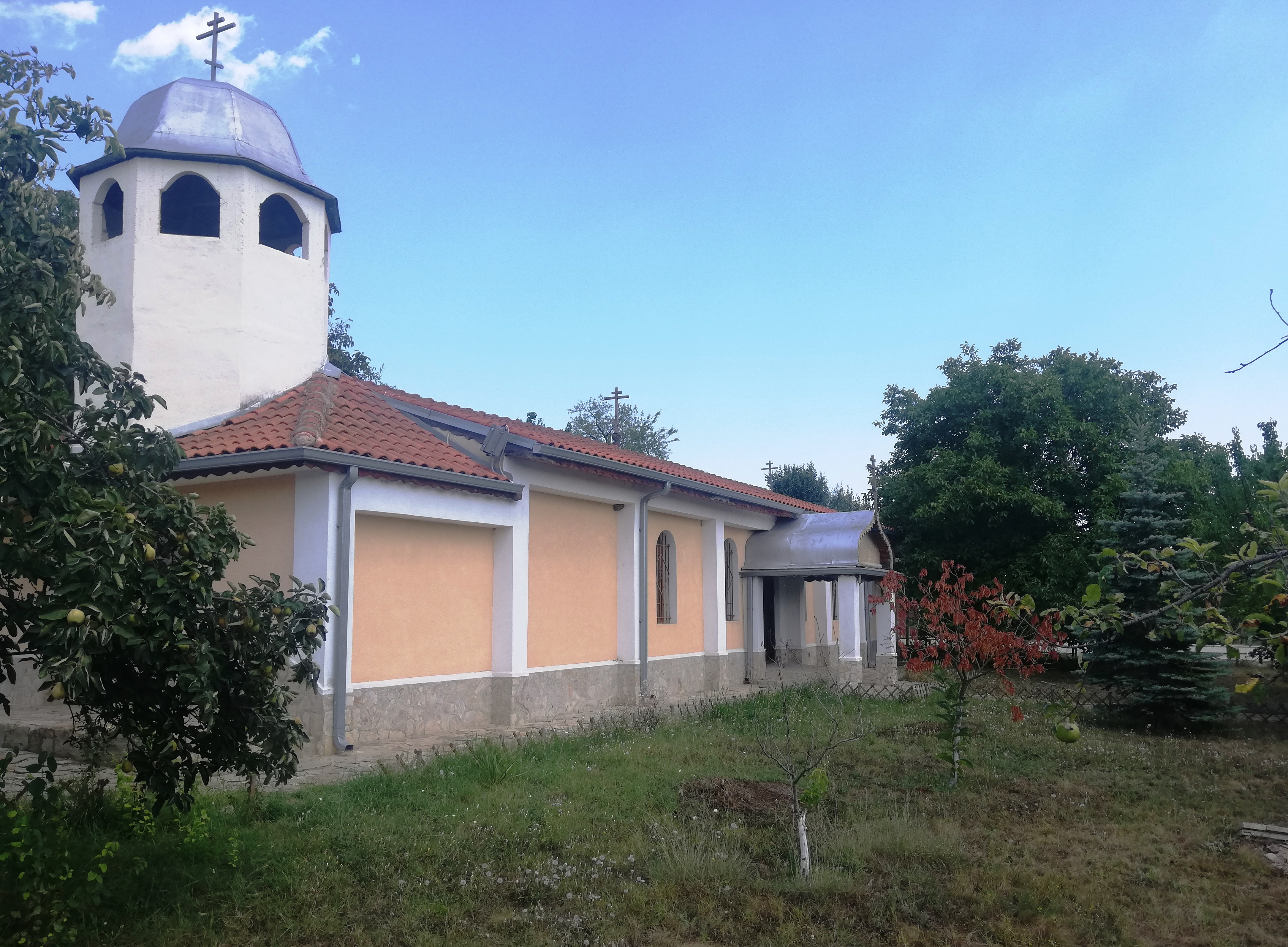
Kazachko : l'église russe des Orthodoxes vieux-croyants
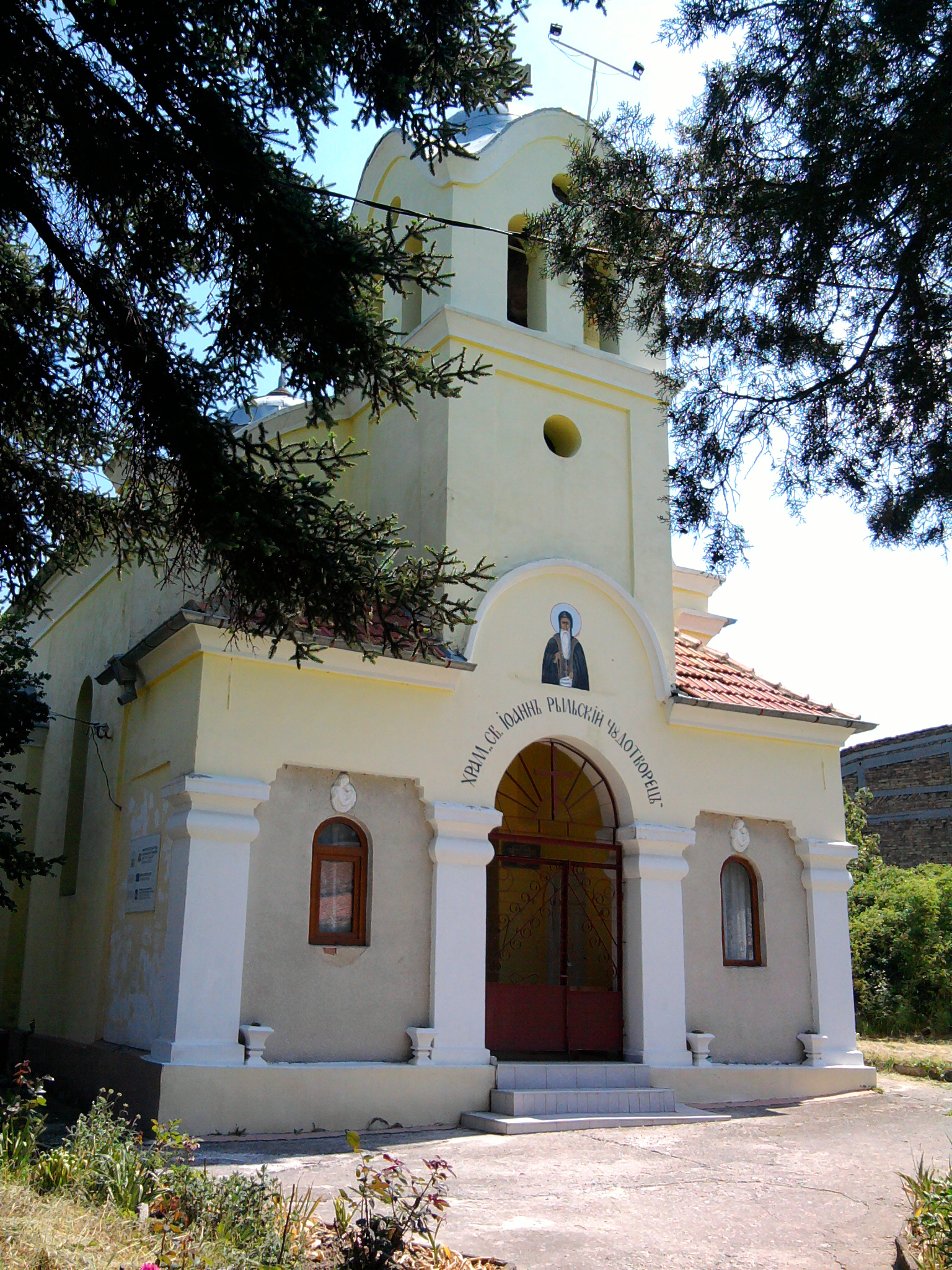
Zvézditsa : l'église Saint Jean de Rila